# Ragnhildur Rósa Guðmundsdóttir
Ragnhildur Rósa Guðmundsdóttir (* 20. Juli 1984 in Reykjavík, Island) ist eine ehemalige isländische Handballspielerin, die für die isländische Nationalmannschaft auflief.

## Karriere

### Im Verein
Ragnhildur Rósa Guðmundsdóttir begann das Handballspielen im Alter von neun Jahren beim isländischen Verein FH Hafnarfjörður. Im Jahr 2002 schloss sich die Rückraumspielerin Haukar Hafnarfjörður an. Mit Haukar gewann sie 2005 die isländische Meisterschaft sowie 2006 den isländischen Pokal. Im Sommer 2006 wechselte sie zum dänischen Verein Skive fH. Ragnhildur Rósa Guðmundsdóttir verließ im Januar 2007 vorzeitig Skive und kehrte anschließend zum FH Hafnarfjörður zurück. Mit FH Hafnarfjörður unterlag sie mit 22:27 im isländischen Pokalfinale 2009 gegen UMF Stjarnan. Im Dezember 2010 wechselte sie zu Valur Reykjavík. Mit Valur Reykjavík gewann sie 2011, 2012 und 2014 die isländische Meisterschaft sowie 2012, 2013 und 2014 den isländischen Pokal. Im ersten Meisterschaftsendspiel im Mai 2014 zog sich Ragnhildur Rósa Guðmundsdóttir eine schwere Verletzung zu und kehrte später nicht mehr auf das Spielfeld zurück.

### In Auswahlmannschaften
Ragnhildur Rósa Guðmundsdóttir gehörte dem Kader der isländischen Jugendnationalmannschaft an, für die sie annähernd 20 Länderspiele bestritt. Nachdem Ragnhildur Rósa Guðmundsdóttir anschließend für die isländische Juniorinnennationalmannschaft aufgelaufen war, gab sie im August 2002 bei einem internationalen Turnier in Schweden ihr Länderspieldebüt für die isländische A-Nationalmannschaft. Sie gehörte dem isländischen Aufgebot bei der Weltmeisterschaft 2011 an, die den zwölften Platz belegte. Ragnhildur Rósa Guðmundsdóttir stand knapp 56 Minuten in sechs Partien auf dem Spielfeld, in denen sie ohne Torerfolg blieb.